# Großklein
Großklein là một đô thị thuộc huyện Leibnitz trong bang Steiermark, nước Áo. Đô thị Großklein có diện tích 27,78 km², dân số cuối năm 2005 là 364 người. 